# Milla Jovovich
Milica Bogdanovna "Milla" Jovović (em sérvio:  Милица Јововић; em russo:  Милла Йовович, em ucraniano:  Милиця Йовович; Kiev, 17 de dezembro de 1975), é uma atriz, modelo, designer de moda e cantora russa radicada nos Estados Unidos. Filha de pai sérvio e mãe russa, Jovovich emigrou com seus pais de Moscou para Londres aos cinco anos e depois para Sacramento, Califórnia; a família finalmente se estabeleceu em Los Angeles sete meses depois. Em 1987, aos 12 anos, ela começou a modelar quando Herb Ritts a fotografou para a capa da revista italiana Lei. Richard Avedon apresentou-a nos anúncios "As mulheres mais inesquecíveis do mundo" da Revlon. Em 1988, Jovovich estreou nas telas no filme de televisão The Night Train to Kathmandu e apareceu em seu primeiro longa-metragem Two Moon Junction.
Milla começou a ter sucesso em sua carreira com o filme de 1991, Return to the Blue Lagoon, aos 15 anos. Seis anos depois, participou do filme franco-estadunidense de ficção científica The Fifth Element, escrito e dirigido por Luc Besson. Milla e Besson casaram-se no ano de lançamento do filme. Ela também fez o papel da heroína Joana D'arc, em Jeanne d'Arc, dirigido por Luc Besson (1999), filme lançado no mesmo ano em que se divorciaram.
No começo de 2001, foi anunciada como a protagonista Alice para o filme de ação, ficção científica e terror Resident Evil (2002), adaptação da série de videogames de mesmo nome. Ela reprisou seu papel em cinco sequências, todas do mesmo gênero, lançadas entre 2004 e 2017.
Jovovich lançou um álbum de estreia, The Divine Comedy, em 1994, e um segundo disco, The People Tree Sessions, em 1998. Ela continua lançando demos de outras músicas em seu site oficial e frequentemente contribui para trilhas sonoras de filmes. Em 2003, ela e a modelo Carmen Hawk criaram a linha de roupas Jovovich-Hawk que operou até 2008. Jovovich tem sua própria produtora, a Creature Entertainment.

## Início da vida
Milla nascida em 17 de dezembro de 1975 em  Kiev, RSS da Ucrânia, União Soviética, filha de Bogdan Bogdanovich Jovovic, um médico sérvio, e Galina Loginova, uma atriz de teatro russa.
Em 1980, quando Jovovich tinha cinco anos, sua família deixou a União Soviética e imigrou para Londres. Posteriormente, emigraram para Sacramento, Califórnia, estabelecendo-se em Los Angeles sete meses depois. Os pais de Milla se divorciaram logo após a chegada a Los Angeles. Em 1988, seu pai teve um relacionamento com uma argentina e eles tiveram um filho, Marco Jovovich. Devido ao divórcio dos pais anos antes, Jovovich teve pouco contato de seu meio-irmão.
Em Los Angeles, sua mãe tentou trabalhar como atriz, mas teve pouco sucesso por causa das barreiras linguísticas e acabou recorrendo à limpeza de casas para ganhar dinheiro. Ambos os pais serviram como cozinheiros e empregadas domésticas para o diretor Brian De Palma. Seu pai foi condenado e preso por participar da maior fraude de seguro de saúde já investigada; ele recebeu uma sentença de 20 anos em 1994, mas foi libertado em 1999 após cumprir cinco anos. Segundo Jovovich, "a prisão era boa para ele. Ele se tornou uma pessoa muito melhor. Isso lhe deu a chance de parar e pensar".
Jovovich frequentou escolas públicas em Los Angeles, tornando-se fluente em inglês em três meses. Na escola, ela foi provocada por colegas de classe por terem vindo da União Soviética: "Fui chamada de comunista e espiã russa. Nunca fui aceita na multidão". Aos 12 anos, Jovovich deixou a sétima série para se concentrar na modelagem, iniciada aos nove anos. Ela disse que se rebelou durante a adolescência, praticando uso de drogas, vandalismo em shopping centers e fraudes com cartões de crédito. Em 1994, aos 19 anos, ela se tornou uma cidadã norte-americana naturalizada.

## Carreira

### Papéis iniciais (1985–1993)
A mãe de Jovovich "a criou para ser uma estrela de cinema". Em 1985, Galina Loginova matriculou Jovovich em aulas de teatro, e quando seus trabalhos de atriz aumentaram, ela começou a frequentar a escola para jovens atores, e não a escola regular. Em 1988, Jovovich apareceu em seu primeiro papel profissional como Lily McLeod no filme feito para a televisão The Night Train to Kathmandu. Mais tarde naquele ano, ela estreou em um longa-metragem como Samantha Delongpre no Thriller romântico Two Moon Junction. Ela teve vários papéis em séries de televisão, incluindo Paradise (1988), Married ... with Children (1989) e Parker Lewis não pode perder (1990).
Aos 15 anos, foi escolhida como a protagonista de Return to the Blue Lagoon (1991), ao lado de Brian Krause. Dada sua idade e beleza, ela costumava ser comparada a Brooke Shields, outra atriz infantil modelo que havia estrelado The Blue Lagoon (1980). O papel foi polêmico, pois, como Shields, Jovovich apareceu nua no filme. Jovovich foi indicado para "Melhor Atriz Jovem Estrelando um Filme" no Young Artist Awards de 1991 e "Pior Nova Estrela" no Golden Raspberry Awards de 1991. Em 1992, Jovovich co-estrelou com Christian Slater na comédia Kuffs. Mais tarde naquele ano, ela interpretou Mildred Harris no filme biográfico de Charlie Chaplin, Chaplin. Em 1993, ela atuou no filme de Richard Linklater, Dazed and Confused. Ela interpretou Michelle Burroughs, a namorada na tela de Pickford (interpretada por seu então namorado Shawn Andrews). Fortemente presente nas promoções do filme, Jovovich ficou chateada ao encontrar seu papel muito reduzido no filme lançado. Desanimada, ela fez uma pausa na atuação, se mudando para a Europa.

### Avanço (1997–2001)

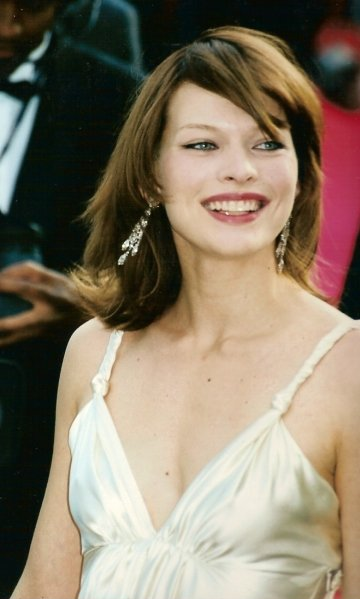
Jovovich no Festival de Cannes de 2000.

Jovovich voltou a atuar em 1997 com um papel principal no filme de ação francês de ficção científica O Quinto Elemento, ao lado de Bruce Willis e Gary Oldman. O filme foi escrito e dirigido por Luc Besson. Ela interpretou Leeloo, uma alienígena que ajuda a salvar o planeta Terra. Jovovich disse que "trabalhou para caramba: sem ensaios de bandas, sem baladas, sem maconha, sem nada", para adquirir o papel e impressionar Besson. Jovovich co-criou e dominou uma linguagem fictícia alienígena de mais de 400 palavras para seu papel. Ela usava uma roupa que passou a ser conhecida como a "bandagem ACE"; o macacão projetado por Jean-Paul Gaultier era feito de bandagens médicas. O Quinto Elemento foi selecionado como o filme de abertura para o Festival de Cannes de 1997 e sua bilheteria mundial bruta ultrapassou US$ 263 milhões, mais de três vezes o orçamento de US$ 80 milhões. O Quinto elemento foi muito elogiado por seu estilo visual. O crítico James Berardinelli escreveu: "Jovovich impressiona, embora sua eficácia tenha pouco a ver com atuação e menos com diálogo". Jovovich foi indicada para "Novata Favorita" no Blockbuster Entertainment Awards e "Melhor Luta" no MTV Movie Awards. O filme inspirou um videogame e uma figura de ação planejada do Leeloo, mas a figura nunca foi divulgada devido a problemas de licenciamento. Em uma entrevista em 2003, Jovovich disse que Leeloo, de O Quinto Elemento, era seu papel favorito.
Em 1998, Jovovich apareceu no drama de Spike Lee, He Got Game, como a prostituta abusada Dakota Burns; ela atuou com Denzel Washington e Ray Allen.Em 1999, apareceu no videoclipe da música "If You Can Say Say No" de Lenny Kravitz. Naquele ano, ela voltou ao gênero de ação, interpretando o papel principal em Joana D'Arc, sob a direção de Luc Besson. Ela cortou o cabelo curto e usava armadura em várias extensas cenas de batalha. Jovovich recebeu geralmente boas críticas por seu desempenho, embora também tenha recebido uma indicação ao Razzie Award por "Pior Atriz". O drama histórico teve um desempenho moderado nas bilheterias, ganhando US$ 66 milhões em todo o mundo. Em 2000, Jovovich apareceu como a problemática Eloise no The Million Dollar Hotel, um filme baseado em uma história conceitual de Bono da banda U2 e Nicholas Klein. Dirigido por Wim Wenders, Jovovich estrelou ao lado de Jeremy Davies e Mel Gibson; ela atuou nos vocais na trilha sonora do filme. Naquele ano, ela também interpretou a dona de bar Lucia, no filme britânico The Claim (2000). Em seguida, interpretou um papel coadjuvante como a malvada Katinka na comédia Zoolander (2001).

### Sucesso internacional (2002–2009)

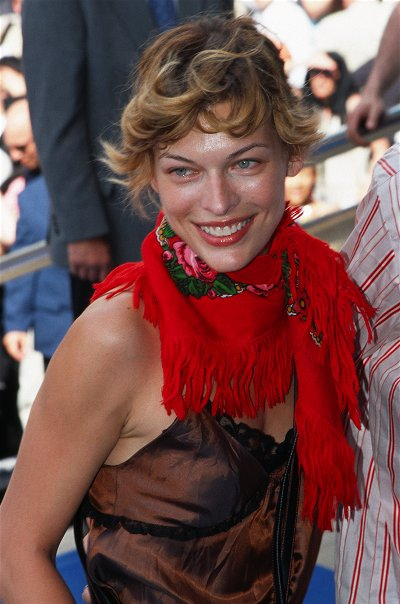
Jovovich no Festival de Cannes de 2002.

Em 2002, Jovovich estrelou o filme de ação e terror Resident Evil, lançado nos Estados Unidos em 15 de março de 2002 e baseado na série de videogames CAPCOM de mesmo nome. Ela interpretou Alice, a heroína do filme, que luta contra uma legião de zumbis criada pela Umbrella Corporation. Jovovich aceitou o papel porque ela e seu irmão Marco eram fãs da franquia de videogame. Jovovich havia realizado todas as acrobacias necessárias no filme, exceto uma cena que a envolveria pular para uma plataforma de cimento, que sua agência considerava perigosa demais e treinou karatê, kickboxing e treinamento de combate. O filme teve sucesso comercial, arrecadando US$ 17 milhões no fim de semana de estreia; acabou faturando US$ 40 milhões no mercado interno e US$ 102 milhões em todo o mundo. Mais tarde, ela retratou a manipuladora esposa de gângster Erin, em No Good Deed (2002), Nadine na comédia romântica You Stupid Man (2002), a punk Fangora ("Fanny") em Dummy (2003), e foi convidada a ser uma voz na série de televisão King of the Hill. O papel de Fangora em Dummy permitiu a Jovovich atuar em um filme com Oscar, junto a Adrien Brody, que era amigo antes das filmagens. Jovovich achou fácil se identificar com esse papel porque sentia que Fangora possuía qualidades semelhantes à vida da atriz.
Em 2004, Jovovich reprisou o papel de Alice na sequência de Resident Evil, Resident Evil: Apocalypse. O papel exigia que ela fizesse treinamento de luta por três horas por dia, além dos três meses anteriores às filmagens em que ela tinha "treinamento com armas, artes marciais, tudo". O Apocalipse recebeu ainda mais reações negativas da crítica do que o primeiro filme, mas foi um sucesso comercial ainda maior, ficando em primeiro lugar nas bilheterias, ao contrário do primeiro filme. Após o lançamento do filme, Jovovich ficou descontente com os resultados críticos e o esforço do diretor Alexander Witt. Ela observou durante uma entrevista naquele ano que seus grandes filmes de ação cuidam da parte comercial de sua carreira, enquanto ela atua em "pequenos filmes independentes que nunca saem" para apaziguar seu lado artístico e "é um bom equilíbrio". No ano seguinte, ela apareceu no remake de Caligula, de Gore Vidal, como Drusilla. Em 2006, o filme de Jovovich, o Thriller de ficção científica e ação Ultraviolet, foi lançado em 3 de março. Ela interpretou o papel-título de Violet Song, um papel que também envolveu sequências de luta fortemente coreografadas. Não foi notado pelos críticos, mas, quando resenhado, foi criticado negativamente, totalizando US$ 31 milhões em todo o mundo. Também em 2006, Jovovich também estrelou em 45, como Kat, a namorada vingada de um traficante ilegal de armas e drogas com o ator e DJ escocês Angus Macfadyen.
Em 2007, Jovovich reprisou seu papel como Alice em Resident Evil: Extinction, a terceira da série Resident Evil. O filme arrecadou cerca de US$ 24 milhões no fim de semana de estreia, superando as bilheterias da semana. Em 2009, Jovovich estrelou A Perfect Getaway de David Twohy, com Kiele Sanchez, Timothy Olyphant e Steve Zahn. O filme é um thriller sobre um casal recém-casado (Milla e Zahn) em lua de mel no Havaí. As críticas ao filme foram principalmente positivas; enquanto The Hollywood Reporter sentiu que Jovovich deu uma "performance bastante sutil", O Globe and Mail observou que ela e "[...] Kiele Sanchez conseguem trazer uma tensão dramática aos momentos de amedrontar as namoradas". A Perfect Geatway recebeu retornos modestos de bilheteria. Jovovich estrelou o thriller de ficção científica The Fourth Kind, como psicóloga no Alasca que usa a hipnose para descobrir memórias de seus pacientes de sequestro alienígena. Embora o filme tenha sido amplamente criticado pela crítica, faturou US$ 47,71 milhões nos cinemas do mundo todo.

### Trabalhos recentes (2010–presente)

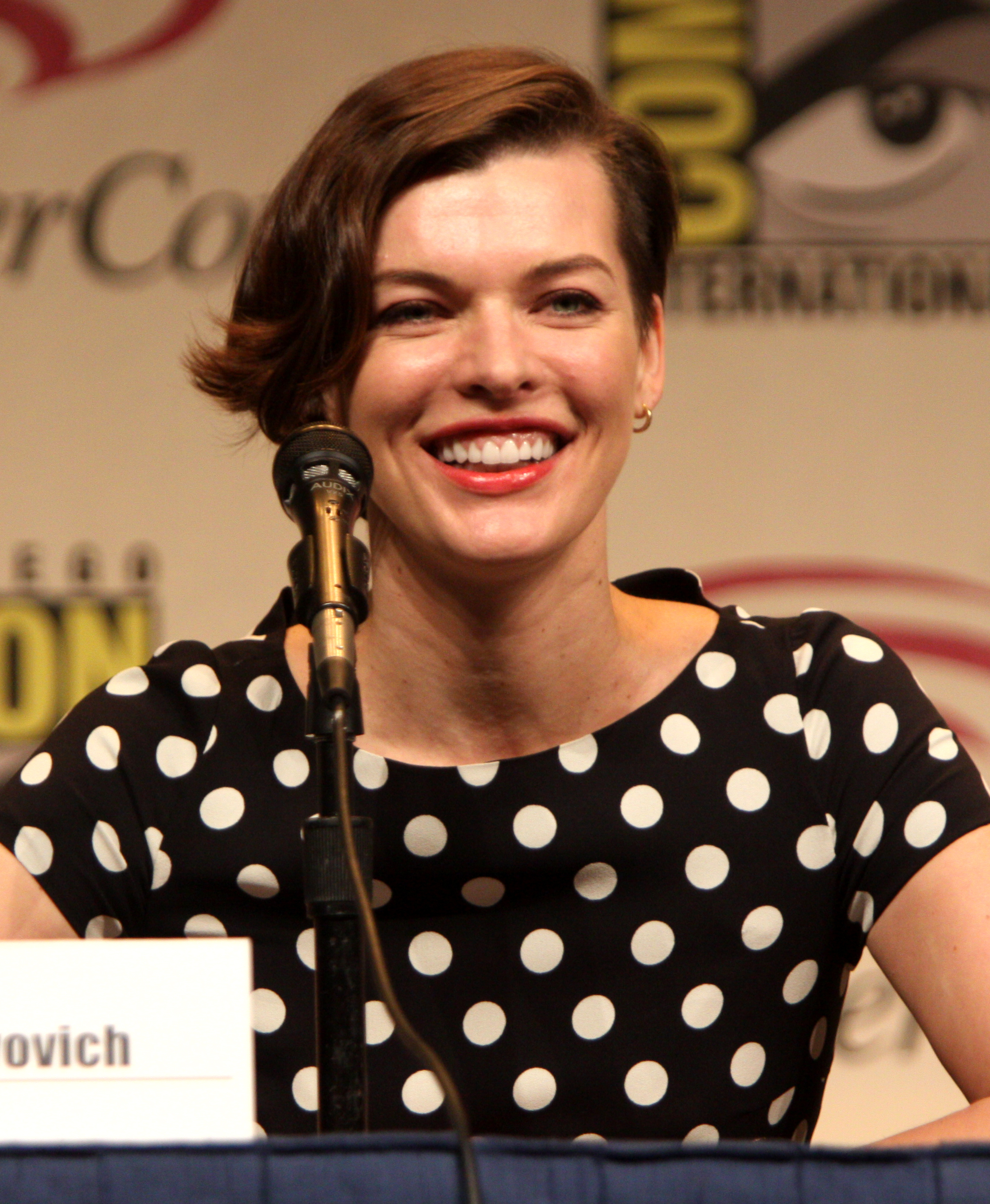
Jovovich no WonderCon 2012 promovendo Resident Evil: Retribution.

Em 2010, Jovovich retornado como Alice no quarto filme de Resident Evil, Afterlife, que foi dirigido por seu marido, Paul W. S. Anderson, e retratou a mãe de um promíscuo e perturbado estudante do ensino médio no drama independente Dirty Girl, que estreou no Toronto Film Festival, ao lado de Juno Temple, William H. Macy, Mary Steenburgen e Tim McGraw. Em sua crítica ao último filme, The Hollywood Reporter Jovovich considerou "fantástico" o que descreveu como uma "comédia doce e atrevida do período com uma sensibilidade Juno e a alma de uma pequena Miss Sunshine". Jovovich interpretou a esposa de um incendiário preso em Stone, um thriller psicológico co-estrelado por Robert De Niro e Edward Norton .As filmagens começaram em maio de 2009 nas instalações correcionais do sul de Michigan, recentemente fechadas, em Jackson, Michigan. O filme foi lançado no final de 2010, com uma resposta mista. No entanto, o AV Club observou que Jovovich era "particularmente bom como uma femme fatale ofegante que seduz De Niro com uma simples mudança de inflexão".
Jovovich estrelou o filme de aventura romântica de ação de Paul W. S. Anderson, Os Três Mosqueteiros, como Milady de Winter, em 2011, ao lado de Matthew Macfadyen, Logan Lerman, Ray Stevenson, Luke Evans, Orlando Bloom e Christoph Waltz. Após a resposta sem brilho para o filme, Jovovich criticou a Summit Entertainment por não "promover o filme adequadamente" como um "filme de família" nos Estados Unidos. Prazo Hollywood relatou que a Summit respondeu: "Ela não sabe do que está falando e não sabemos de onde ela vem". Ela faria próxima manchete os vi-pequenas thriller psicológico Faces in the Crowd, que foi escrito e dirigido por Julien Magnat; nela, ela interpreta a sobrevivente do ataque de um serial killer que a deixa sofrendo de uma condição chamada prosopagnosia, que a torna incapaz de reconhecer rostos. Sight and Sound observou que o filme sofria de "uma performance central não suficientemente forte para ganhar o reconhecimento de Jovovich como atriz dramática". Também em 2011, Jovovich apareceu como vigarista ucraniana no filme de estréia na direção de Famke Janssen, Bringing Up Bobby, ao lado de Marcia Cross, e estrelou a comédia romântica Lucky Trouble, que foi sua estréia no cinema em língua russa.

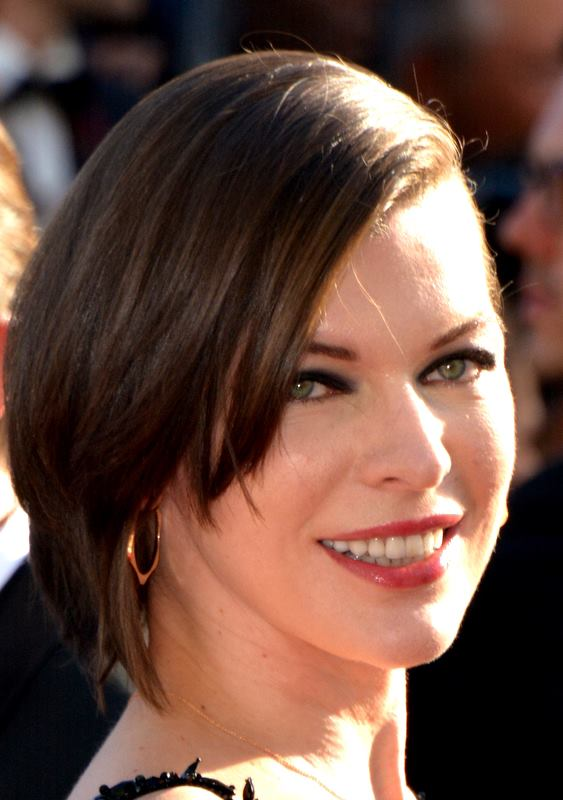
Milla Jovovich no Festival de Cannes de 2016.

Jovovich retornou ao seu papel de Alice em Resident Evil: Retribution, lançada em 14 de setembro de 2012. Ela interpretou uma mulher ambiciosa e a segunda esposa do líder de um clube de motociclistas em 2014. Cymbeline, uma versão cinematográfica da peça homônima de William Shakespeare, e em Survivor de 2015, ela assumiu o papel de oficial de Serviço de Segurança Diplomática / Serviço de Relações Exteriores na Embaixada dos EUA em Londres. Ambos os filmes receberam um lançamento do VOD na América do Norte, apesar das apresentações teatrais no exterior. Jovovich fez uma aparição reprisando o papel da vilã Katinka em Zoolander 2 de 2016. Resident Evil: The Final Chapter (2016), o sexto e último filme da franquia Resident Evil, estrelou Jovovich como Alice enquanto ela continua sua vingança contra a Umbrella pela morte de seus aliados e pela catástrofe que eles causaram. Time Out, em sua crítica ao filme, observou: "Embora a franquia tenha se transformado em emoções pós-apocalípticas confusas, a estrela Milla Jovovich só ficou melhor, temperando seu atletismo de pernas longas com um olhar dominante". O filme foi o filme de maior bilheteria da franquia, faturando mais de US $ 312 milhões em todo o mundo.
Em Choque e Pavor (2017), Jovovich interpretou a esposa de um trabalho investigador sobre as razões por trás da administração Bush 's 2003 invasão do Iraque, em frente Woody Harrelson e Tommy Lee Jones. Em Future World (2018), ela obteve o papel de uma traficante, ao lado de James Franco, que também dirigiu o filme. Enquanto os revisores consideraram Jovovich "subutilizada" em Shock and Awe, Future World detém uma classificação de aprovação de 0% no site agregador de críticas Rotten Tomatoes, com base em 6 revisões. Jovovich estrelou como o administrador de uma escola de reforma nas ilhas do filme de fantasia Paradise Hills (2019), a estréia na direção de Alice Waddington. Jovovich interpretou Vivienne Nimue, a Rainha Sangrenta no reboot de Hellboy, lançada em 2019.

## Outros trabalhos

### Cantora
Milla gravou dois álbuns: The Divine Comedy (1994) e Peopletree Sessions (1998) porém o seu segundo álbum não foi autorizado pela cantora.
Jovovich lançou a faixa "Gentleman Who Fell", com um videoclipe, como o único single do álbum. O videoclipe foi originalmente dirigido por Lisa Bonet e contou com Harry Dean Stanton, mas Jovovich não estava satisfeita com os resultados e decidiu filmar outra versão. A segunda versão de "Gentleman Who Fell", uma homenagem a Maya Deren, foi dirigida por Kate Garner e Paul Archard e posteriormente exibida na MTV. Jovovich viajou pelos Estados Unidos durante a maior parte de 1994 para promover o álbum, abrindo para Toad the Wet Sprocket e Crash Test Dummies, além de tocar conjuntos acústicos menores. Jovovich optou por se apresentar em ambientes menores e mais íntimos, recusando uma aparição musical no Saturday Night Live. Jovovich também tem colaborado musicalmente com o amigo e músico de longa data Chris Brenner, que co-escreveu com ela no The Divine Comedy e atuou como coordenador musical da turnê promocional do álbum. Ela e Brenner se conheceram em 1993 e, desde então, trabalham juntos em vários empreendimentos. Após The Divine Comedy, ela expressou interesse em lançar um segundo álbum, tendo dez músicas prontas para uma gravação futura que se destinava a um lançamento no verão de 1996. Apesar do aparecimento de uma gravação em campo de lo-fiThe People Tree Sessions, em 1998, Jovovich ainda não lançou um segundo álbum.
Jovovich contribuiu com faixas para várias de suas trilhas sonoras, incluindo The Million Dollar Hotel (2000) e Dummy (2002), e também forneceu músicas para as trilhas sonoras de filmes nos quais ela não atuou, como Underworld (2003), produzido pelo músico Danny Lohner, que foi o baixista do Nine Inch Nails por muitos anos. Sua música "The Gentlemen Who Fell" foi apresentada na trilha sonora de Regras da Atração (2003). Em 2001, Jovovich foi uma das muitas celebridades cujos vocais foram apresentados em uma capa de "We are Family" para arrecadar dinheiro para a Cruz Vermelha Americana. Ela apareceu como vocalista convidada na música "Former Lover" no álbum de Deepak Chopra, A Gift of Love II: Oceans  of Ecstasy (2002) e na música "I Know It's You" da dupla The Crystal Method, do álbum Legion of Boom (2004).

### Estilista
Milla teve uma grife chamada Jovovich-Hawk. O nome vem das donas da grife, Milla Jovovich e Carmen Hawk. Milla e Carmen desenharam o figurino da personagem Alice de Resident Evil: Extinction.

### Modelo
Aos 11 anos, Milla Jovovich foi fotografada por Richard Avedon, que a retratou nos anúncios Mulheres mais Inesquecíveis do Mundo, da marca de cosméticos Revlon. Em outubro de 1987 apareceu na capa da revista italiana de moda Lei. Em 1988, assinou seu primeiro contrato profissional, com a revista The Face, o que a levou a novos contratos e capas, como a Vogue e a Cosmopolitan.

## Vida pessoal

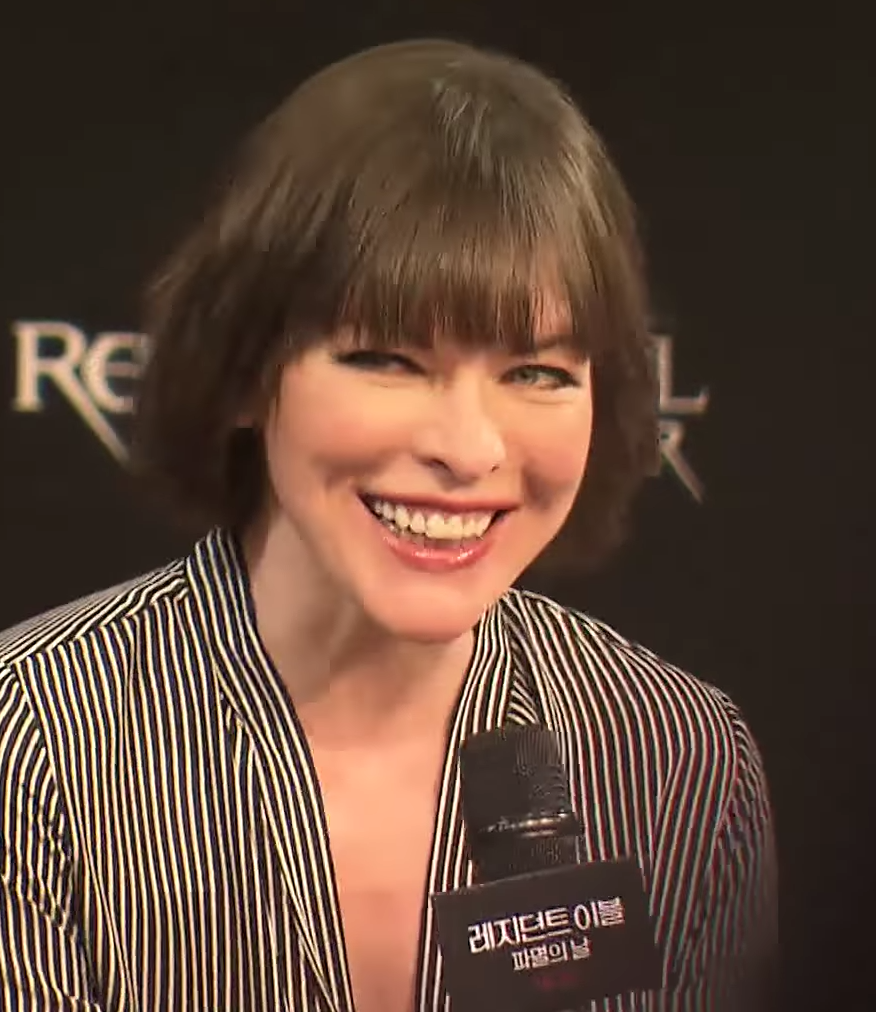
Milla Jovovich em 2017.

Jovovich reside em casas em Los Angeles e Nova York, com seu marido, roteirista e diretor Paul W. S. Anderson, com quem se casou em 22 de agosto de 2009. Os dois se conheceram enquanto trabalhavam no filme de 2002 Resident Evil, que Anderson escreveu e dirigiu, e em que Jovovich estrelou. Anderson propôs a Jovovich em 2003, e os dois ficaram "noivos por quatro anos" antes de se tornarem casal novamente no início de 2007. Em 3 de novembro de 2007, Jovovich deu à luz seu primeiro filho, Ever Anderson, no Cedars-Sinai Medical Center, em Los Angeles, Califórnia. Seu segundo filho, Dashiel Edan, nasceu em 1 de abril de 2015. Em 2019, Jovovich revelou que estava grávida de sua terceira filha depois de perder a gravidez dois anos antes, dando a luz no começo de fevereiro de 2020, aos 44 anos de idade.
Antes de seu relacionamento com Anderson, Jovovich se casou com o namorado na tela Shawn Andrews em 1992 enquanto filmava Dazed and Confused juntos. Andrews tinha 21 anos, enquanto Jovovich, 16; o casamento foi anulado pela mãe dois meses depois. Logo após a anulação, Jovovich se mudou para a Europa com seu amigo e músico Chris Brenner, onde conheceu e depois morou com seu novo namorado, o ex- baixista do Jamiroquai Stuart Zender, em Londres, em maio de 1994 a outubro de 1995. De 1995 a 1997, ela namorou o fotógrafo Mario Sorrenti em Las Vegas, ela se casou com o diretor do Quinto Elemento, Luc Besson, em 1997, onde eles saltaram de paraquedas diretamente após a cerimônia. Eles se divorciaram em 1999. Em 2000, ela namorou o então guitarrista do Red Hot Chili Peppers, John Frusciante, dizendo que se apaixonou por ele depois de ouvir seu álbum Niandra LaDes. Entre 1998 e 2001, ela fez amizade com o jovem poeta e músico, Anno Birkin, e cada um foi a inspiração do outro por trás de muitas de suas composições. Jovovich envolveu-se romanticamente com Birkin pouco antes de sua morte em um acidente de carro em 8 de novembro de 2001.
Além de ser um ex-fumante, Jovovich tem defendido a legalização da cannabis, e apareceu em um spread e na capa de High Times. Em um artigo publicado em 1994, ela disse que seus únicos vícios eram cigarros e cannabis. Ela pratica ioga e medita frequentemente na tentativa de viver um estilo de vida saudável; embora não seja afiliada a nenhuma religião específica, ela ora e se considera uma "pessoa espiritual". Ela evita junk food e prefere cozinhar para si mesma. "Sendo russa", Jovovich gosta de trigo sarraceno e nomeou o macarrão soba japonês como seu "favorito". Ela pratica Jiu-Jitsu brasileiro, além de outras variedades de artes marciais. Jovovich também gosta de tocar violão e escrever poemas e letras de músicas.

## Filmografia

### Cinema
| Ano  | Título                           | Papel                          | Notas                 |
| ---- | -------------------------------- | ------------------------------ | --------------------- |
| 1988 | Two Moon Junction                | Samantha Delongpre             | Filme de estréia      |
| 1991 | Return to the Blue Lagoon        | Lilli Hargrave                 | Protagonista          |
| 1992 | Kuffs                            | Maya Carlton                   |                       |
| 1992 | Chaplin                          | Mildred Harris                 |                       |
| 1993 | Dazed and Confused               | Michelle Burroughs             |                       |
| 1997 | The Fifth Element                | Leeloo de Sabat                |                       |
| 1998 | He Got Game                      | Dakota Burns                   |                       |
| 1999 | Jeanne d'Arc                     | Joan of Arc                    |                       |
| 2000 | The Claim                        | Lucia                          |                       |
| 2000 | The Million Dollar Hotel         | Eloise                         |                       |
| 2001 | Zoolander                        | Katinka Ingaborgovinanana      |                       |
| 2002 | Resident Evil                    | Alice                          | Protagonista          |
| 2002 | You Stupid Man                   | Nadine                         |                       |
| 2003 | Dummy                            | Fangora "Fanny" Gurkel         |                       |
| 2003 | No Good Deed                     | Erin                           |                       |
| 2004 | Resident Evil: Apocalypse        | Alice                          | Protagonista          |
| 2005 | Gore Vidal's Caligula            | Julia Drusilla                 | Curta-metragem        |
| 2006 | Ultraviolet                      | Violet Song Jat Shariff        |                       |
| 2006 | .45                              | Kat                            |                       |
| 2007 | Resident Evil: Extinction        | Alice                          | Protagonista          |
| 2008 | Palermo Shooting                 | Ela mesma                      |                       |
| 2009 | A Perfect Getaway                | Cydney Anderson                |                       |
| 2009 | The Fourth Kind                  | Doutora. Abigail "Abbey" Tyler |                       |
| 2010 | Stone                            | Lucetta Creeson                |                       |
| 2010 | Resident Evil: Afterlife         | Alice                          | Protagonista          |
| 2010 | Dirty Girl                       | Sue-Ann Edmondston             |                       |
| 2011 | Vykrutasy                        | Nadya                          | Filme em língua russa |
| 2011 | Bringing Up Bobby                | Olive                          |                       |
| 2011 | The Three Musketeers             | Milady de Winter               |                       |
| 2011 | Faces in the Crowd               | Anna Marchant                  |                       |
| 2012 | Resident Evil: Retribution       | Alice                          | Protagonista          |
| 2014 | Cymbeline                        | The Queen                      |                       |
| 2015 | Survivor                         | Kate Abbott                    |                       |
| 2016 | Zoolander 2                      | Katinka Ingaborgovinanana      |                       |
| 2016 | Resident Evil: The Final Chapter | Alice / Alicia Marcus          | Protagonista          |
| 2017 | Shock and Awe                    | Vlatka                         |                       |
| 2018 | Future World                     | Narco-traficante               |                       |
| 2018 | The Rookies                      | Agente Senior Bruce            |                       |
| 2019 | Paradise Hills                   | The Duchess                    |                       |
| 2019 | Hellboy                          | Vivienne Nimue                 |                       |
| 2020 | Monster Hunter                   | Capitã Natalie Artemis         | Protagonista          |
| 2024 | Breathe                          | Tess                           | Pós-produção          |

### Televisão
| Ano  | Título                       | Título em português                                      | Papel                             | Notas                                                           |
| ---- | ---------------------------- | -------------------------------------------------------- | --------------------------------- | --------------------------------------------------------------- |
| 1988 | The Night Train to Kathmandu |                                                          | Lily McLeod                       | Filmes para TV                                                  |
| 1988 | Paradise                     |                                                          | Katie                             | Episódio: "Childhood's End"                                     |
| 1989 | Married... with Children     | Brasil: Um Amor de Família / Portugal: Casado com filhos | Yvette                            | Episódio: "Fair Exchange"                                       |
| 1990 | Parker Lewis Can't Lose      | Brasil: Parker Lewis / Portugal: Parker Lewis Can't Lose | Robin Fecknowitz                  | Episódio: "Pilot"                                               |
| 2002 | King of the Hill             | Brasil: O Rei do Pedaço                                  | Serena Shaw                       | Episódio: "Get Your Freak Off"                                  |
| 2009 | Project Runway               |                                                          | Ela mesma                         | Episódio: "Around the World in Two Days"                        |
| 2016 | Lip Sync Battle              |                                                          | Ela mesma                         | Episódio: "Milla Jovovich vs. Ruby Rose"                        |
| 2018 | Robot Chicken                | Brasil: Frango Robô                                      | Nanny McPhee/Megan Hipwell/Mintie | Dublagem Episódio: "We Don't See Much of That in 1940s America" |

### Video games
| Ano  | Título            | Papel           |
| ---- | ----------------- | --------------- |
| 1998 | The Fifth Element | Leeloo de Sabat |

### Video clipes
| Ano  | Música              | Artista       |
| ---- | ------------------- | ------------- |
| 2013 | I Wanna Be a Warhol | Alkaline Trio |
| 2016 | Signal              | Sohn          |

## Prêmios
| Ano  | Prêmio                | Categoria                         | Trabalho                  |
| ---- | --------------------- | --------------------------------- | ------------------------- |
| 2008 | Prémios Scream        | Melhor Atriz em Ficção Científica | Resident Evil: Extinction |
| 2010 | Prémios Scream        | Melhor Atriz em Terror            | The Fourth Kind           |
| 2010 | Hollywood Film Awards | Melhor Destaque                   | Stone                     |
| 2011 | Prémios Scream        | Melhor Atriz em Ficção Científica | Resident Evil: Afterlife  |

## Discografia
Álbuns de estúdio
- 1994: The Divine Comedy
- 1998: The People Tree Sessions

Singles
- 1994: Gentleman Who Fell
- 1994: Bang Your Head
- 1994: It's Your Life
- 2012: Electric Sky

Participação em trilhas sonoras
- The Million Dollar Hotel: Music from the Motion Picture (2000)
  - Satellite of Love com MDH Band
- The Rules of Attraction Soundtrack (2002)
  - The Gentleman Who Fell
- Dummy Soundtrack (2002)
  - Shein VI Di l'Vone com Botânica Bulgar Ensemble
  - Mezinka com Botânica Bulgar Ensemble
- Underworld Soundtrack (2003)
  - Rocket Collecting com Danny Lohner
- Underworld: Rise of the Lycans Soundtrack (2009)
  - Underneath the Stars com Maynard James Keenan

Participações
- A Gift of Love II: Oceans of Ecstasy de Deepak Chopra (2002)
  - Former Lover com Deepak Chopra
- Legion of Boom de The Crystal Method (2004)
  - I Know It's You com The Crystal Method
- "C" Is for (Please Insert Sophomoric Genitalia Reference Here) de Puscifer (2008)
- The Mission com Puscifer e Renholder
- Distraction Pieces (2001) Scroobius Pip
  - Introdiction com Scroobius Pip